# Johan Kesler
Johannes Godefridus Kesler (Haarlem, 28 september 1873 - Hilversum, 18 september 1938) was een Nederlands kunstschilder, boekbandontwerper en graficus.
In 1916 richtte hij samen met Dick Roggeveen, J.P. Kriest en Theo van Doesburg de Leidsche Kunstclub De Sphinx op. In januari 1917 hielden zij hun eerste tentoonstelling. Korte tijd later richtte Van Doesburg "De Stijl" op en trok zijn handen af van "De Sphinx".
In de jaren twintig verzorgde Kesler veel kunst voor educatieve doeleinden. Samen met schrijver Jac. van Amstel tekende hij strips als 'De Voetbal' (1931), 'Bij ons Thuis' (1932) en 'De Avonturen van Jantje' (1933). Hij ontwierp ook affiches, bijvoorbeeld voor de Vereeniging St. Lucas.

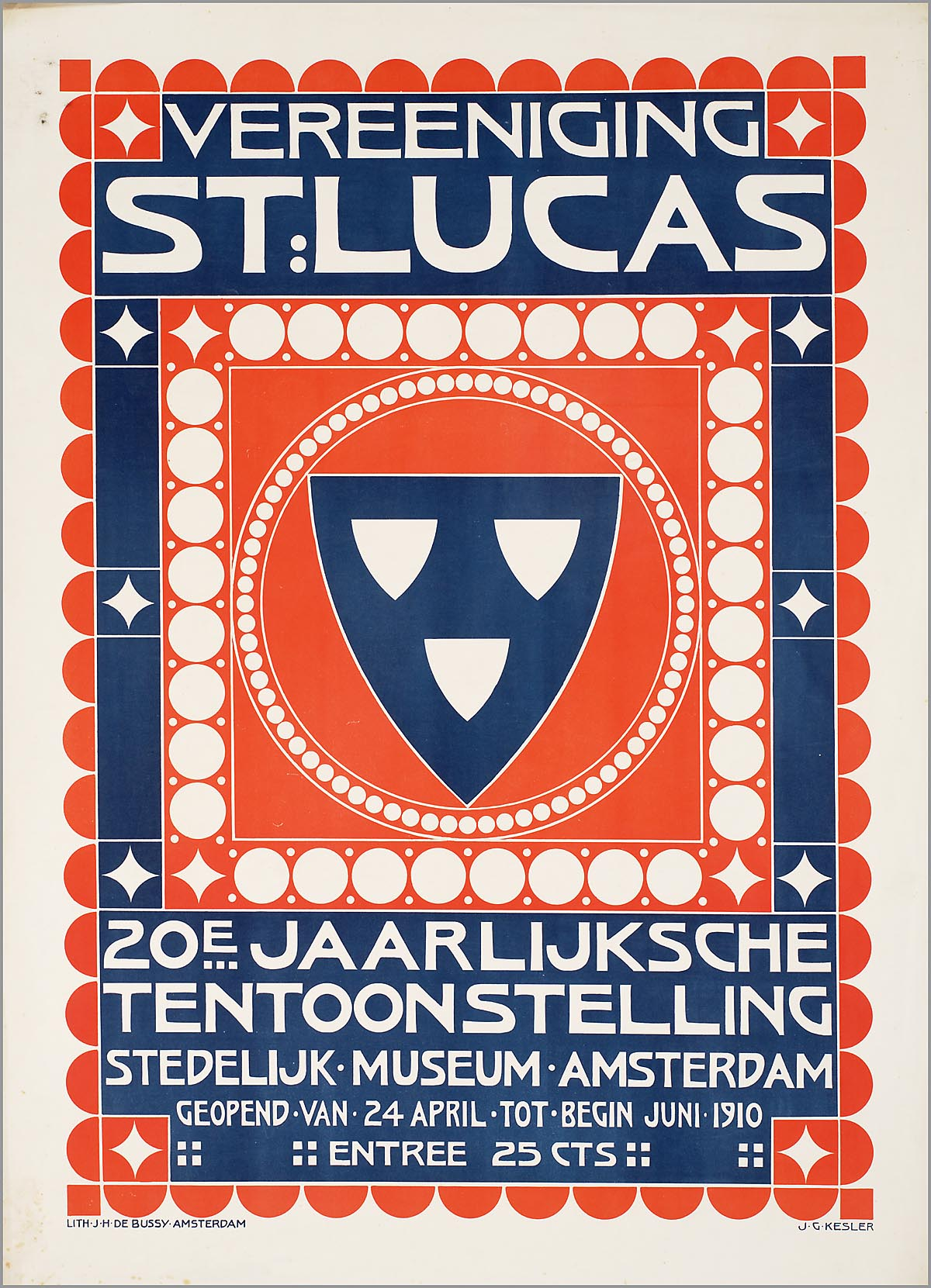
Affiche Vereeniging St. Lucas. 20e Jaarlijksche Tentoonstelling (1910)
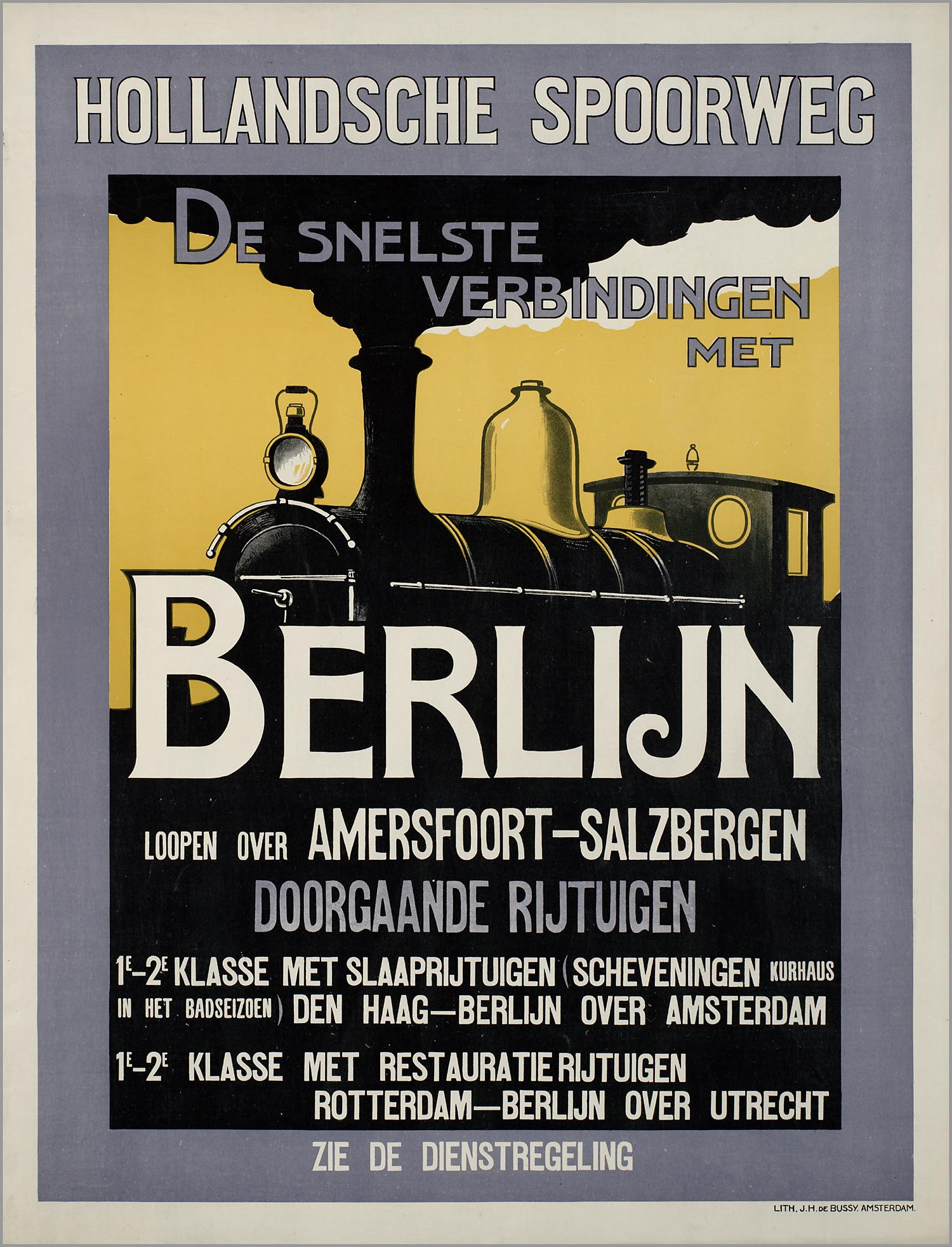
Hollandsche Spoorweg. De snelste verbindingen met Berlijn loopen over Amersfoort - Salzbergen (ca. 1910)
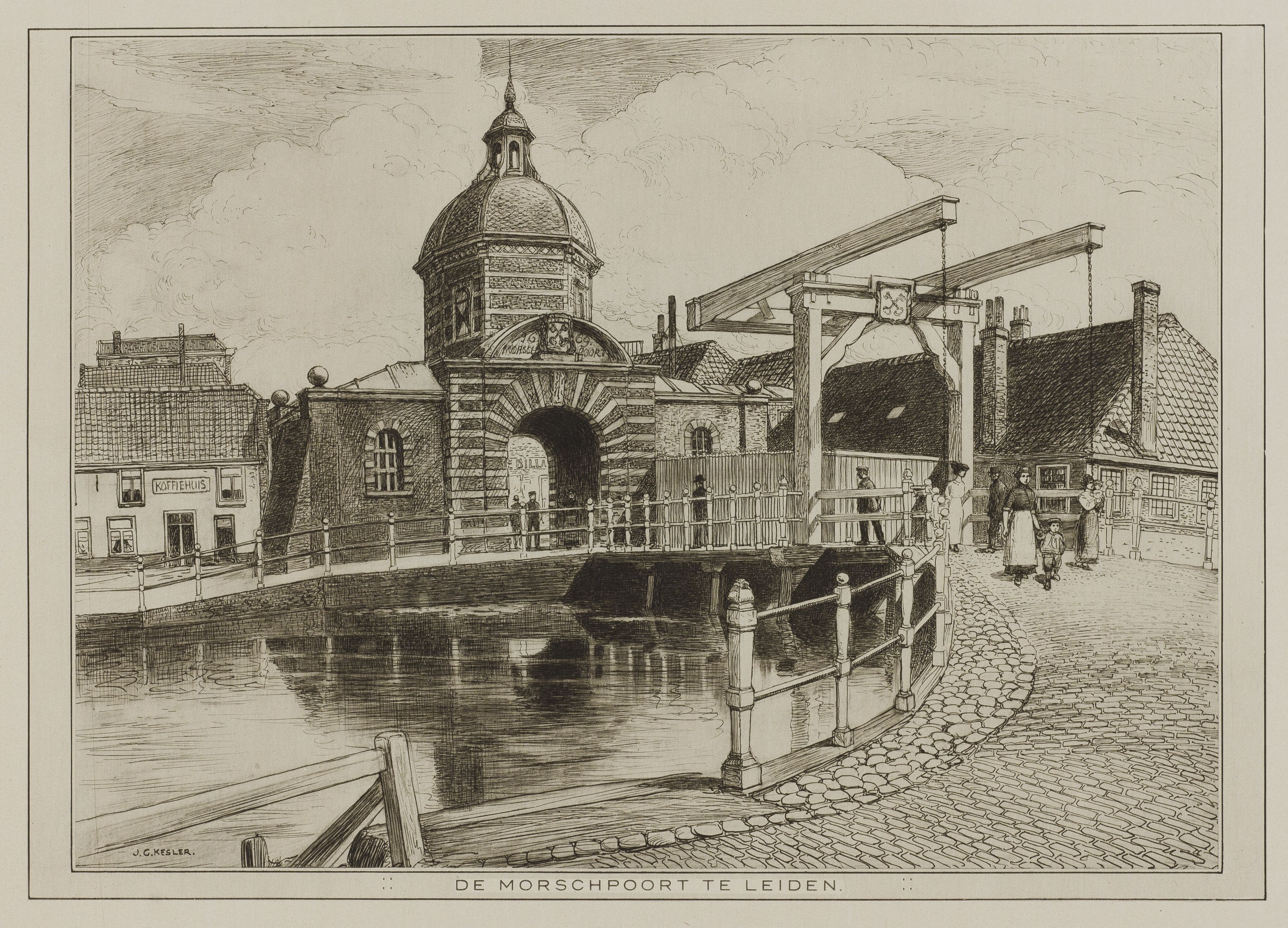
De Morschpoort te Leiden (1913)
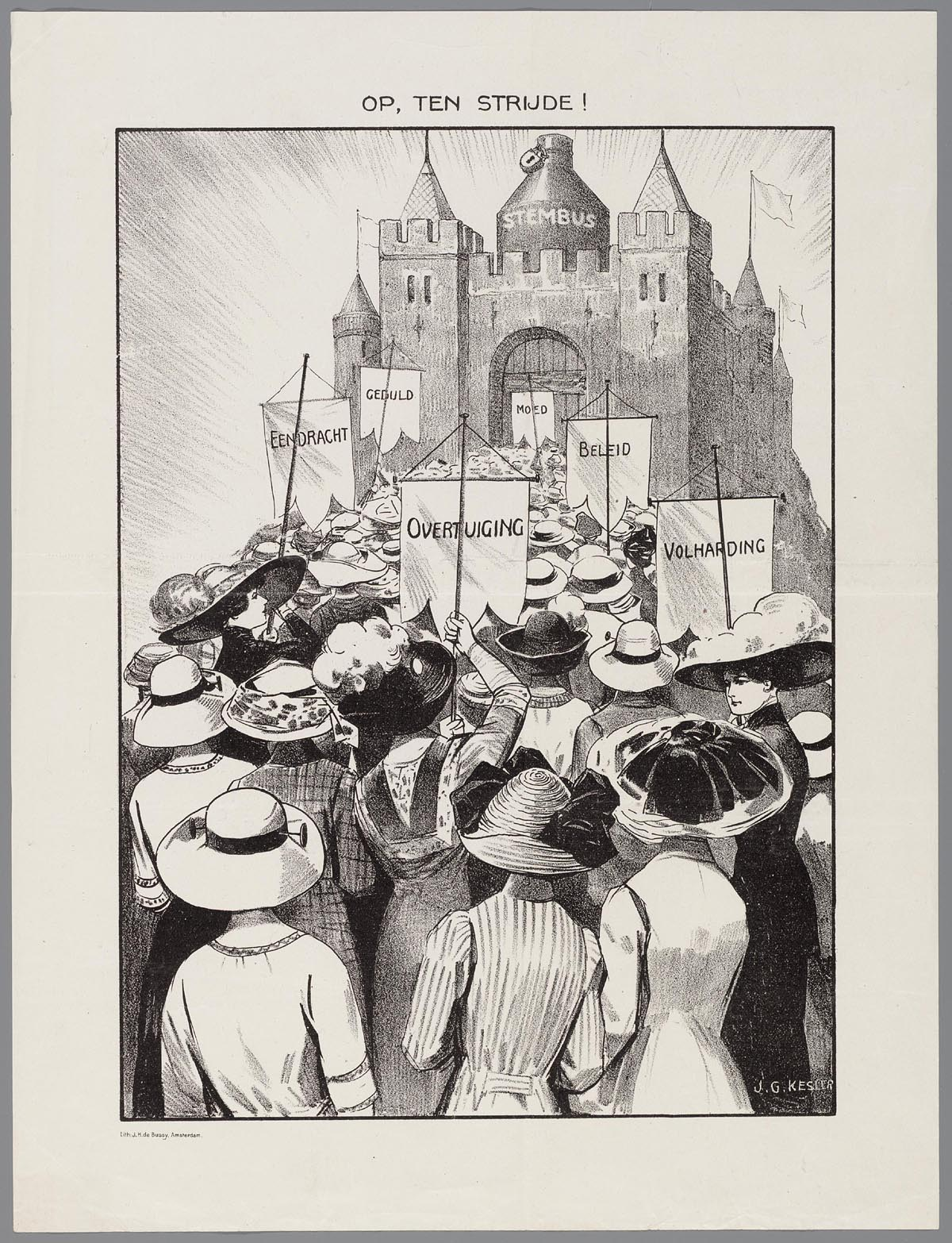
Prent: Op, ten strijde! Vrouwenkiesrecht.
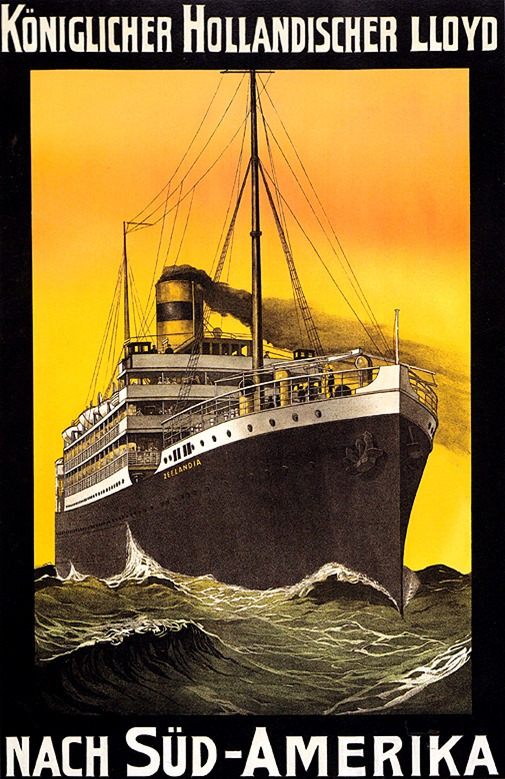
Affiche: Königlicher Holländischer Lloyd nach Süd-Amerika (1920)
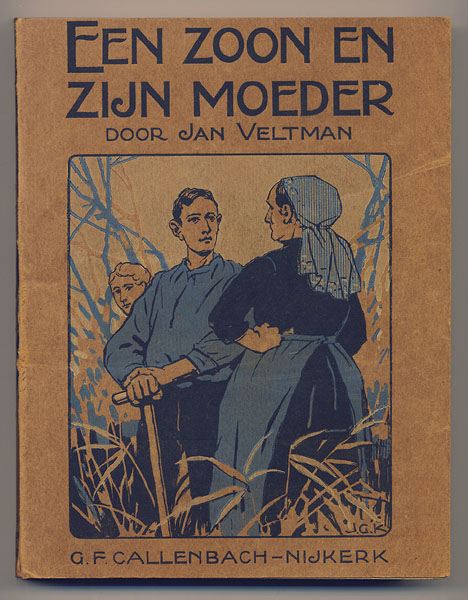
Boekomslag: Jan Veltman, Een zoon en zijn moeder (1923)

- Biografisch Portaal: 52463016
- Digitale Bibliotheek voor de Nederlandse Letteren: kesl005
- Library of Congress Control Number: no2004007888
- Nederlandse Thesaurus van Auteursnamen: 070691215
- RKD-Nederlands Instituut voor Kunstgeschiedenis: 88604
- Virtual International Authority File: 288584602
- WorldCat: E39PBJwHdwPGB7FMHGXc4CgYfq